# Piazzale Loreto
Piazzale Loreto je náměstí ve druhém správním obvodu italského města Milán. Je významným dopravním uzlem, z něhož vycházejí frekventované ulice corso Buenos Aires, viale Monza, viale Brianza a via Padova. Pod náměstím se nachází stejnojmenná přestupní stanice milánského metra. Významnou stavbou je obchodní a kancelářská budova Palazzo di Fuoco podle projektu Giulia Minolettiho, otevřená roku 1962. Náměstí se jmenuje podle loretánské kaple, která tu stávala v dobách Milánského vévodství.
Dne 10. srpna 1944 bylo na náměstí popraveno zastřelením patnáct vězněných antifašistických aktivistů v odvetu za pumový útok na německé vojáky, k němuž došlo v Miláně o dva dny dříve. Exekuci řídil šéf milánského Gestapa Theo Saevecke. Na paměť události byl vztyčen pomník od sochaře Giannina Castiglioniho, jednu dobu také neslo náměstí název Piazza dei Quindici Martiri (česky náměstí Patnácti mučedníků).
Dne 29. dubna 1945 byla na náměstí převezena těla Benita Mussoliniho, jeho milenky Clary Petacciové a dalších vysokých fašistických funkcionářů, dopadených a zastřelených o den dříve v obci Giulino. Mrtvoly byly pověšeny hlavami dolů na budovu místní benzinové stanice a hanobeny shromážděným davem. Po několika hodinách byl na místě také zastřelen a pověšen bývalý tajemník Národní fašistické strany Achille Starace.